# Faire-valoir

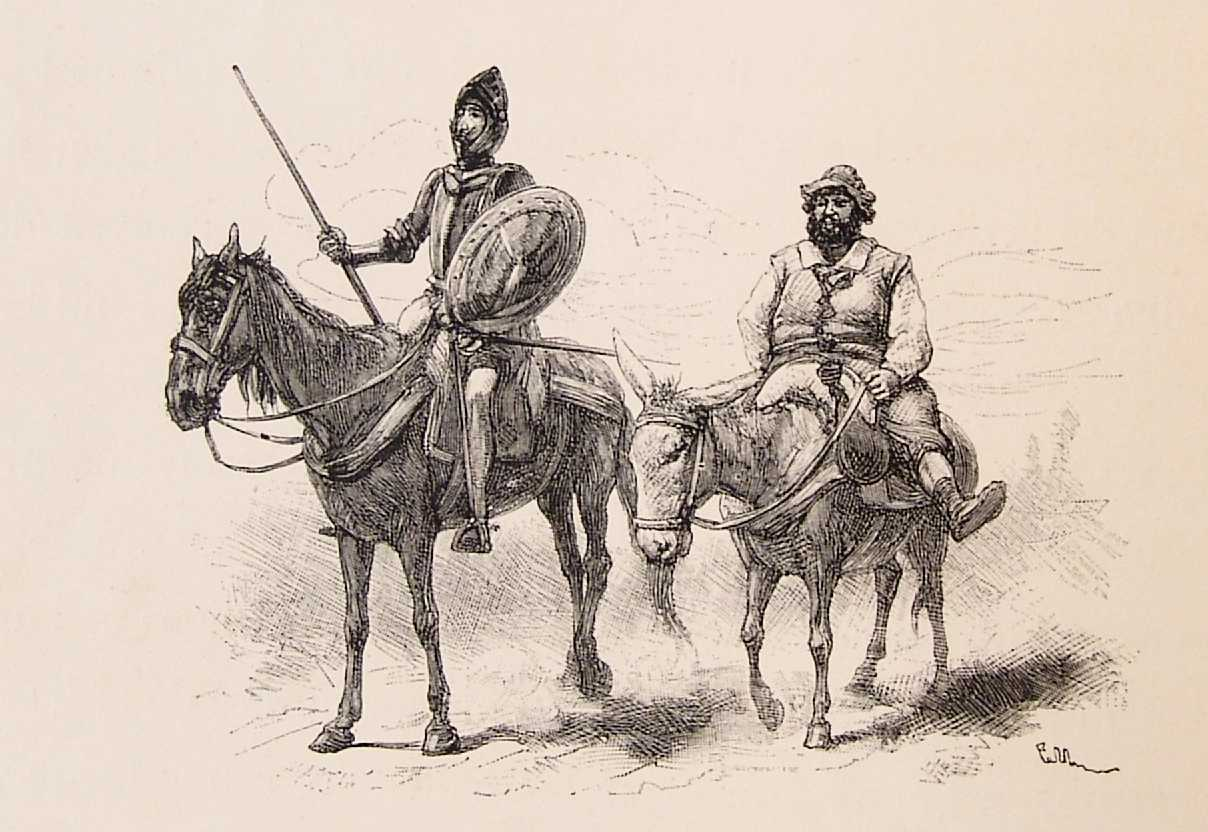
Don Quichotte et son faire-valoir Sancho Panza.

Dans une œuvre de fiction, un faire-valoir (ou sidekick en anglais) est un personnage secondaire qui a pour vocation de mettre en valeur le personnage principal.
Un faire-valoir, au sens plus général, est une personne ou un groupe mettant en valeur une autre personne (pas forcément le personnage principal) ou un autre groupe. On dit alors que cette personne ou ce groupe sert de faire-valoir pour l'autre personnage ou groupe.

## Rôle en bande dessinée
Dans la série de bandes dessinées des Trucs-en-vrac, son auteur Marcel Gotlib définit le faire-valoir comme un personnage destiné à faire les gaffes, recevoir des tartes à la crème (au figuré, l'expression s'applique à de nombreux faire-valoir ; dans le guide de Gotlib, elle est utilisée au sens propre), mais aussi aider le héros en cas de coup dur.
Cette définition couvre plusieurs aspects importants. D'une part, le faire-valoir est souvent une charge pour le héros, qui par amitié doit le tirer de problèmes qui lui sont arrivés par malchance ou à cause de ses erreurs. C'est le cas par exemple dans l'album du Scrameustache Les Kromoks en Folie, où le Scrameustache secourt Khéna prisonnier des Kromoks, et en maillot de bain. On peut aussi citer l'album Luna Fatale ou les séries d'animation Spirou et Spirou et Fantasio où Spirou a dû sauver Fantasio plusieurs fois ce dernier se mettant souvent dans le pétrin de façon stupide ou ayant tout simplement été capturé par un méchant car n'a pas eu le temps de se défendre (notamment dans l'album Luna Fatale où Spirou doit sauver Fantasio dans un temps limité un collier explosif lui ayant été placé autour du cou). Le héros lui-même ne pourrait avoir si souvent besoin d'aide, surtout de manière si ridicule, sinon il deviendrait un antihéros.
Toujours par malchance ou à cause de ses traits caractéristiques, le faire-valoir se retrouve souvent dans des situations embarrassantes sans gravité. Dans Tanguy et Laverdure, Laverdure fait souvent des chutes par distraction. Dans Harry Potter et la Chambre des secrets, Ron Weasley est victime d'un sort qui lui fait cracher des limaces qu'il a lui-même lancé. Une telle situation serait trop humiliante pour le héros principal. C'est cela que Gotlib appelle les tartes à la crème.
Dans la série de bandes-dessinées Spirou et Fantasio, Fantasio, piqué par un moustique rendant fou dans l'album La Vallée des bannis, définit la tendance du faire-valoir à se prendre les sales coups et à vivre dans l'ombre du héros étant toujours glorifié après ou durant une aventure en disant violemment les mots suivants à Spirou.
« Des années qu'on est sur le même bateau. Toi en première classe, mais moi en classe "cataclysme"! Qu'il se commette un sale coup et j'en prends plein la bougie! Toi, tu t'agrafes les médailles! Traversons un désert, tu t'en sors bronzé comme un dieu et moi le nez grillé à l'huile solaire! »
À cause de ces caractéristiques, le faire-valoir a souvent l'air d'être un encombrement pour le héros. Cependant, ces inconvénients sont compensés par le fait que la présence du faire-valoir peut déclencher le rire de par ses maladresses. De plus, cette même présence rend le héros humain en le montrant capable de créer des liens affectifs et émotionnels loin des héros solitaires sans attache comme Lucky Luke: archétype même du héros solitaire manifestant peu d'émotions dans toute sa splendeur et n'ayant aucun faire-valoir à sauver ou sur qui compter en cas de coups durs dans ses aventures.
Tintin lui-même a longtemps été l'archétype du héros solitaire jusqu'à l'arrivée de son ami le Capitaine Haddock, correspondant bien à l'archétype du faire-valoir de par ses diverses crises de colère et ses maladresses opposées au caractère calme et réfléchi du héros. Le faire-valoir peut aussi intervenir à un moment où le héros n'aurait pu réussir seul. Dans le Blueberry L'Homme à l'étoile d'argent, McClure capture tout un groupe de méchants qui préparaient une embuscade. Dans l'album Tintin au Tibet, Haddock avertit le héros de l'arrivée du yéti, ce qui permet au héros de préparer ses moyens de défense contre ce dernier. On peut aussi citer l'album Objectif Lune où le Capitaine guérit le Professeur Tournesol de son amnésie. Dans l'album Vito la déveine, Fantasio empêche Vito Cortizone de tuer Spirou. Dans l'album La Vallée des bannis, Fantasio sauve Spirou de la noyade.
Dans la série d'animation Spirou et Fantasio, Seccotine dit que : « Spirou sans Fantasio, c'est le jour sans la nuit. »
Une façon implicite de dire qu'un héros et un faire-valoir ne sont rien l'un sans l'autre parce qu'ils sont chacun une facette de l'humain: le héros représenterait nos qualités tandis que le faire-valoir représenterait nos défauts.

## Distinction
Il n'est pas forcément aisé de distinguer un compagnon de héros d'un second héros. Le titre de la série n'est pas forcément déterminant. Le Scrameustache était initialement nommé Khéna et le Scrameustache. À l'inverse, dans la série Valérian, agent spatio-temporel (finalement renommée Valérian et Laureline), la répartition des rôles ne permet pas de définir Laureline comme compagnon à proprement parler. En fait, elle tire si souvent Valerian de mauvais pas qu'il semble parfois être le faire-valoir de Laureline.

## Autre signification
- Sidekick est le nom d'un programme de gestion d'informations personnelles pour micro-ordinateur publié par la firme Borland.